# Мочищенская
Мочищенская — деревня в Гаринском городском округе Свердловской области России.

## Географическое положение
Деревня Мочищенская муниципального образования «Гаринский городской округ» расположена в 25 километрах (по автодороге в 28 километрах) к юго-востоку от посёлка Гари, в лесной местности на левом берегу реки Косая (левого притока реки Анеп, бассейна реки Тавда). В деревне имеется пруд.

## История
Деревня основана в начале XX века в ходе Столыпинской аграрной реформы, когда крестьянам было разрешено выходить из общины на хутора и отруба. 

## Население
| 2002 | 2010 | 2021 |
| ---- | ---- | ---- |
| 5    | →5   | ↘1   |